# Савано, Хироюки
Хироюки Савано (яп. 澤野 弘之 Савано Хироюки, род. 12 сентября 1980, Токио) — японский композитор, аранжировщик. Автор саундтреков таких аниме-сериалов как Sengoku Basara, Mobile Suit Gundam Unicorn, Blue Exorcist, Guilty Crown, «Атака на титанов», Kill la Kill, Aldnoah.Zero и других. Также пишет музыку к дорамам и фильмам. С 2006 по 2017 работал в агентстве Legendoor, затем перешёл в компанию VV-ALKLINE. В 2014 году запустил новый вокальный проект под названием SawanoHiroyuki[nZk].

## Биография
Хироюки Савано начал играть на фортепиано в начальной школе вслед за своей старшей сестрой. Повлияли на него и слова матери, что у сына «пальцы как у леди, предназначены для игры на фортепиано». Первым альбомом, купленным Хироюки Савано ещё в начальной школе, стал Dragon Quest Original Soundtrack. Тогда он и заинтересовался созданием фоновой музыки.
С 17 лет он изучал композицию, аранжировку, оркестровку и фортепиано под руководством Нобутики Цубои.
После окончания музыкальной школы, Хироюки Савано рассылал свои записи во многие звукозаписывающие компании, но они были мало заинтересованы в выпуске саундтреков. Хироюки Савано начал принимать участие в различных музыкальных конкурсах, чтобы его заметили, и вскоре был нанят одной из компаний. Однако спустя какое-то время Савано покинул её, чтобы продолжить работу в направлении создания фоновой музыки.
Впоследствии Хироюки Савано приняли в агентство Legendoor, созданное в 2006 году. Целью Legendoor был набор композиторов для создания саундтреков, и Хироюки Савано стал первым композитором, принятым в это агентство.
Первой серьезной работой Хироюки Савано стали саундтреки к сериалу Nurse Aoi, написанные в соавторстве с Юко Фукусимой в 2006 году. В том же году он создал музыку для сериала Iryu — Dragon medical team, благодаря которой прославился в Японии. Песня «Aesthetic» в исполнении Айки Сэкиямы, звучавшая в сериале, попала в сборник Best Scene from Drama & Cinema наряду с произведениями Дзё Хисаиси, Наоки Сато и других, выпущенный EMI Music Japan.
Саундтреки к аниме-сериалам Савано начал писать с 2006 года. В 2009 году Савано выпустил первый оригинальный альбом Musica.
Музыку для сериалов иногда пишет в соавторстве с другими композиторами агентства Legendoor, среди них Юки Хаяси, Такафуми Вада, Асами Татибана. Для своих проектов Хироюки Савано часто привлекает таких исполнителей, как Gemie, Yosh, mizuki, Мика Кобаяси, Aimee Blackschleger, Aimer, Cyua, mpi, David Whitaker, Юмико Иноуэ. Для записи музыки к Mobile Suit Gundam Unicorn и Blue Exorcist был привлечён симфонический оркестр.
По словам самого Хироюки Савано, большое влияние на него и его творчество оказали Ханс Циммер, Дзё Хисаиси, Тэцуя Комуро и Рюити Сакамото.
В июле 2017 года Хироюки Савано расторг контракт с агентством Legendoor, где проработал 12 лет, и перешёл в компанию VV-ALKLINE.
В июле 2018 года запустил проект [-30k]re:tuneS, в рамках которого уже выпущенные песни будут перезаписаны с новыми аранжировками и вокалистами. Дебютной песней стала «Bios» в исполнении Laco.
В сентябре 2019 года написал музыку к трейлеру, приуроченному к игровому событию в игре League of Legends под названием «Звездные Защитники - Свет и Тьма».

## Награды
В 2006 году Хироюки Савано получил премию 50-го фестиваля Television Drama Academy Awards в номинации «Лучшая аранжировка» за музыку к дораме «Полночное Солнце».
В 2013 году — премию журнала Newtype Anime в номинации «Лучшие саундтреки» за музыку к аниме-сериалу «Атака титанов».
В 2014 году Хироюки Савано был награждён премией Tokyo Anime Award за лучшую музыку года. Также в 2014 году — ему была присуждена премия журнала Newtype Anime в номинации «Лучшие саундтреки» за музыку к аниме-сериалу Kill la Kill.
В 2015 году Хироюки Савано вновь был награждён премией Tokyo Anime Award за лучшую музыку года. Также в 2015 году получил серебряную награду JASRAC 2015 за музыку к аниме «Атака титанов». За музыку к аниме-сериалу Aldnoah.Zero был награждён премией журнала Newtype Anime.
В 2016 году получил награду сайта VGMO Annual Game Music Awards 2015 в номинации «Выдающийся артист-новичок» за музыку к игре Xenoblade Chronicles X. Также в четвёртый раз получил премию журнала Newtype Anime (за музыку к аниме-сериалу Koutetsujou no Kabaneri).
В 2017 году в третий раз получил Tokyo Anime Award за лучшую музыку года.
В 2019 году получил премию Tencent Music Entertainment Awards 2019 в номинации «New Animation Award of the Year».

## Дискография

### Как Савано Хироюки

#### Аниме
- Soul Link (2007)
- Yoake Mae Yori Ruri Iro Na -Crescent Love- (2007)
- Zombie Loan (2007)
- Кishin taisen gigantic formula (2007)
- Sengoku Basara (2009)
- Mobile Suit Gundam Unicorn (2010)
- Sengoku Basara Ni (2010)
- Sengoku Basara Last Party (2011)
- Blue Exorcist (2011)
- Guilty Crown (2011)
- Blue Exorcist The Movie (2012)
- Shingeki no Kyojin (2013)
- Kill la Kill (2013)
- Aldnoah.Zero (2014)
- Nanatsu no Taizai (2014)
- Aldnoah.Zero 2nd Season (2015)
- Owari no Seraph (2015)
- Koutetsujou no Kabaneri (2016)
- Ao no Exorcist: Kyoto Fujouou Hen (2017)
- Shingeki no Kyojin 2 (2017)
- Re:Creators (2017)
- Nanatsu no Taizai: Imashime no Fukkatsu (2018)
- Gekijouban Shingeki no Kyojin Season 2: Kakusei no Houkou (2018)
- Shingeki no Kyojin 3 (2018)
- Gekijouban Nanatsu no Taizai: Tenkuu no Torawarebito (2018)
- Kabaneri of the Iron Fortress: The Battle of Unato (2019)
- Промар (2019)
- Nanatsu no Taizai: Kamigami no Gekirin (2019)
- Shingeki no Kyojin 4 (2020)
- Nanatsu no Taizai: Fundo no Shinpan (2021)
- Kingdom 3 (2021)
- 86 (2021)
- Mobile Suit Gundam: Hathaway's Flash (2021)
- Gekijouban Nanatsu no Taizai: Hikari ni Norowareshi Mono-tachi (2021)
- Fanfare of Adolescence (2022)
- Kingdom 4 (2022)
- Long Zu (2022)
- Bubble (2022)
- The Seven Deadly Sins: Grudge of Edinburgh Part 1 (2022)
- Solo Leveling (2023)

#### Дорамы
- Nurse Aoi (2006)
- Iryu — Dragon Medical Team (2006)
- Tayiou no Uta (2006)
- Tokyo Tower (2007)
- Kodoku no kake (2007)
- Iryu — Dragon Medical Team 2 (2007)
- Binbo Danshi (2008)
- Hachi-one Diver (2008)
- Maou (2008)
- Prisoner (2008)
- Triangle (2009)
- BOSS (2009)
- My girl (2009)
- Massuguna Otoko (2010)
- W 'Marks no Yama' (2010)
- Marumo no Okite (2011)
- Suitei Yūzai (2012)
- Itsuka Hi no Ataru Basho de (2013)
- Lady Joker (2013) (использовался саундтрек дорамы Marks no Yama)
- Link (2013)
- Mare (2015)
- Sign ― hōigaku-sha Yuzuki Takashi no jiken ― (2019)

#### Фильмы
- Catch a wave (композиция «Surf battle») (2006)
- Jigyaku no Uta (2007)
- Kagehinata ni Saku (2008)
- Box (2010)
- Higanjima (2010)
- Akutou (2012) (использовался саундтрек дорамы Marks no Yama)
- Platina data (2013)

#### Оригинальные альбомы
- Musica (2009)
- FANTASIA (2017) (выпущен в составе Artist Book)
- scene (2021)

#### Синглы
- Сингл Lena Park «Fall In Love» (2004)
- Сингл «Prelude -We are not alone-» в исполнении Фуми Ото (2006)
- Песня «Ima wo Dakishimete» в исполнении Хитоми Набатанэ (сингл Crescent Love ~Tsuki no Namida~) (2006)
- Песня «RE I am» в исполнении Aimer (сингл RE I am) (2013)
- Песня «StarRingChild» в исполнении Aimer (сингл StarRingChild) (2014)
- Сингл «YAMANAIAME» при участии исполнителей Mica Caldito, mpi, Mika Kobayashi, Benjamin Anderson (2014)
- Сингл «theDOGS» при участии mpi и Mica Caldito (2015)
- Сингл Aimer ninelie (песни «ninelie» и «Through My Blood <AM>») при участии chelly (2016)
- Сингл группы Do As Infinity «Alive / Iron Hornet» (2017)
- Сингл группы Do As Infinity «To Know You» (2017)
- Сингл группы Do As Infinity «Keshin no Juu» (2017)
- Сингл His/Story / Roll The Dice в исполнении Таканори Нисикавы (2018)
- Сингл «Crescent Cutlass» в исполнении Таканори Нисикавы (2019)
- Сингл «Hikari Are» в исполнении Акихито Окано (2021)
- Сингл «Sono Saki no Hikari e» в исполнении Акихито Окано (2021)
- Песня «Judgement» в исполнении Таканори Нисикавы (сингл Eden through the rough) (2021)
- Сингл «pARTs» в исполнении Natumi (2022)

#### Сборники
- Best Scene from Drama & Cinema (песня «Aesthetic») (2011)
- Sawano Hiroyuki NHK Works (2013)
- Dai-3-ji Super Robot Taisen Z Jigoku-hen & Tengoku-hen Original Soundtrack (треки из Mobile Suit Gundam Unicorn) (2015)
- Repose: A Music Box Collection (трек «Vogel im Käfig» в аранжировке Marc Straight) (2018)

#### Виниловые пластинки
- GUILTY CROWN ORIGINAL TRACKS (2016)
- KABANERIOFTHEIRONFORTRESS/Warcry (2016)
- PROMARE ORIGINAL SOUNDTRACK (2020)
- Attack on Titan Season 2 Original Soundtrack (2021)
- Mobile Suit GUNDAM Hathaway Original Soundtrack [Analog Edition] (2021)

#### Другие работы
- Композиция «Feel the Moon» в исполнении Чен Мин (альбом Moon - Getsuryoshin -) (2004)
- Композиция «Feng DIVA» в исполнении Чен Мин (альбом Koigoromo) (2005)
- Песни «Inu» и «Cal» для мини-альбома Box universe Кенъити Судзумуры (2005)
- Песня «Chiisana ginga» в составе REC Character Song Aka Onda (2006)
- Песня «Tsuki no Yoru» в исполнении Liu yifei (альбом All My Words) (2006)
- Композиция «Grief -kuwayuepeisyan-» в исполнении Чен Мин (альбом Inori - two as one) (2007)
- Альбом ZOMBIE-LOAN CHARACTER ALBUM (2007)
- В качестве пианиста: трек «Nagare no naka de» группы Rip Slyme (альбом FUNFAIR) (2007)
- Песня «NEO FANTASIA» в исполнении Минори Тихары (альбом NEO FANTASIA) (2013)
- Мобильная игра 3594e (2014)
- Музыкальное сопровождение к видео «Siki», демонстрируемому на открытии фонтана в Sunshine Square в Токио (2016)[9]
- Саундтрек к кукольному сериалу Thunderbolt Fantasy: Touri-ken Yuuki (2016)
- Nihon TV Ongaku Music Library - Bangumi BGM 03 (музыкальное сопровождение программы Sunday Next) (2017)
- Альбом группы Do As Infinity Alive (2018)
- RPG-игра KABANERI OF THE IRON FORTRESS -Ran- Hajimaru (2018)
- Саундтрек к кукольному сериалу Thunderbolt Fantasy: Touri-ken Yuuki 2 (2018)
- Mobile Suit Gundam Unicorn Unreleased Soundtrack (2018)
- Mobile Suit Gundam Unicorn New Best Soundtrack CD (2019)
- Саундтрек и открывающая тема мобильной игры Iron saga (2019)
- Саундтрек к трейлеру игры League of legends Star Guardian (2019)
- Композиция «CALL & PRAY» в исполнении группы Hey! Say! JUMP (альбом PARADE) (2019)
- В качестве пианиста и аранжировщика струнных: песня «3 A.M.» из альбома Inside Your Head группы Survive Said The Prophet.
- Саундтрек к кукольному сериалу Thunderbolt Fantasy: Touri-ken Yuuki 3 (2021)
- Мини-альбом Dignified в исполнении SennaRin (2022)
- Песня «Tot Musica» в исполнении Ado для альбома Uta no Uta: ONE PIECE FILM RED (2022)
- Цифровой сингл Break free в исполнении группы NAQT VANE (2022)
- Цифровой сингл VANE в исполнении группы NAQT VANE (2022)
- Цифровой сингл TOUCH в исполнении группы NAQT VANE (2022)
- Сингл Saihate в исполнении SennaRin (2022)
- Главная тема аниме Ōyukiumi no Kaina (2023)
- Песня TuNGSTeN в исполнении mizuki для игры GODDESS OF VICTORY: NIKKE (2022)
- Песня Silhouette в исполнении Anonymouz для ее альбома 11:11 (2023)

#### Печатные издания
- Sawano Hiroyuki (Piano Works) [Sheet Music] (2015)
- Artist Book (2017)

#### Аранжировки
- Сингл Кудо Синтаро «Chef Message» (2006)
- Треки «Catch a Wave Theme», «Inori» и «Take Off» (Catch a wave Original soundtrack) (2006)
- Песня в исполнении Минами Курибаяси «Umikara Hajimaru Monogatari» (Summer Days ORIGINAL SOUNDTRACK) (2006)
- Сингл Кудо Синтаро «Koe Wo Nakushitemo» (2007)
- Композиция «THIS WAY B.O.R. ver.» группы DEPAPEPE (BEGINNING OF THE ROAD 〜collection of early songs〜) (2007)
- Песни «Squall» и «Kuro haku no tsuki» в исполнении Кудо Синтаро (альбом AI DE IKOZE!) (2007)
- Песня Liu yifei «That's The Way It Is» (сингл Haruka) (2008)
- Сингл Юичи Комацу «Together» (2008)
- Песня «To You» группы «Skoop On Somebody» (альбом STAY or SHINE) (2008)
- Песни в исполнении Акикавы Масафуми «Nagasaki no Kane» и «Kodou» (альбом Sen No Kaze Ni Natte Ichigoichie) (2008)
- Песни в исполнении Юити Комацу «Sakura dokei», «Have A Nice Day!!», «Little Wing», «Together» и «Tsuite oide» (альбом Have a Nice Day) (2008)
- Песня «PRAY» группы indigo blue (альбом indigo blue 3 ～magic carpet～) (2008)
- Песня «Itoshi Setsuna Namida» группы Peaky SALT (сингл Itoshi Setsuna Namida) (2008)
- Песня «ETERNAL WIND -hohoemi wa hikaru kaze no naka-» в исполнении Аки Мисато (GUNDAM TRIBUTE FROM LANTIS) (2009)
- Песня «SAKURA Road» группы indigo blue (альбом SHORELY) (2010)
- Композиция «Bolero~Passion on Ice» (сборник Fugure Skate Best 2010-2011) (2011)
- Композиция «Bolero~Passion on Ice» с вокалом Томотаки Окамото (альбом IO LE CANTO PER TE) (2011)
- Песня «Yamiichi e» в исполнении Мики Кобаяси (альбом Itoguruma) (2011)
- Песня «Ah Yeah!» группы SukimaSwitch (альбом re:Action) (2017)
- Песня «Koko» в исполнении Beverly (альбом Gekijouban Pocket Monsters: Koko Theme Song Collection)

### Как SawanoHiroyuki[nZk]

#### Синглы
- A/Z|aLIEz в исполнении mizuki (2014)
- ＆Ｚ в исполнении mizuki (2015)
- X.U. | scaPEGoat при участии исполнителей: Gemie, Yosh, Mica Caldito (2015)
- Into the Sky при участии исполнителей: Tielle, naNami, Aimer (2016)
- Цифровой сингл CRYst-Alise для мобильной игры VALHAIT RISING  в исполнении Tielle (2016)
- Цифровой сингл e of s для мобильной игры SOUL REVERSE ZERO  в исполнении mizuki (2016)
- gravityWall/shØut при участии исполнителей: Tielle, Gemie, mizuki (2017)
- Binary Star/Cage при участии исполнителей: Tielle, Gemie, Uru (2018)
- narrative/NOISEofRAIN при участии исполнителей: LiSA, Nishikawa Takanori, Tielle, mizuki (2018)
- Tranquility/Trollz при участии исполнителей: Anly, Laco, Gemie, Tielle, Uru (2019)
- Chaos Drifters/CRY при участии исполнителей: mizuki, Jean-Ken Johnny, Gemie & Tielle (2020)
- Avid/Hands Up to the Sky при участии исполнителей: mizuki, Laco, mizuki, Anly, Tielle (2021)
- Цифровой сингл LilaS в исполнении Honoka Takahashi (2022)
- OUTSIDERS при участии исполнителей: Junki Kono & Sho Yonashiro, naNami, Laco (2022)

#### Альбомы
- Альбом Aimer UnChild (2014)
- 01 (2015)
- 2V-ALK (2017)
- R∃/MEMBER (2019)
- iv (2021)
- V (2023)

#### Саундтреки
- Xenoblade Chronicles X (2015)
- Koutetsujou no Kabaneri (2016)
- CRISIS Kouan Kidou Sousa-tai Tokusou-han (2017)
- Re:Creators (2017)
- MOBILE SUIT GUNDAM NT (NARRATIVE) (2018)
- Xenoblade Chronicles X: Definitive Edition (2025)

#### Сборники
- BEST OF VOCAL WORKS [nZk] (2015)
- BEST OF SOUNDTRACK [emU] (2015)
- MOBILE SUIT GUNDAM UNICORN RE:0096 COMPLETE BEST (2016)
- HIROYUKI SAWANO BEST OF VOCAL WORKS [nZk] 2 (2020)